# Diloma subrostratum
Diloma subrostratum es una especie de molusco gasterópodo de la familia Trochidae. 

## Distribución geográfica
Se encuentra en Nueva Zelanda